# Ист Бангор (Пенсилванија)
Ист Бангор (енгл. East Bangor) град је у америчкој савезној држави Пенсилванија.

## Демографија
По попису из 2010. године број становника је 1.172, што је 193 (19,7%) становника више него 2000. године.
| Група             | 2000.       | 2010.         |
| Белци             | 966 (98,7%) | 1.094 (93,3%) |
| Афроамериканци    | 2 (0,2%)    | 1 (0,1%)      |
| Азијати           | 0 (0,0%)    | 3 (0,3%)      |
| Хиспаноамериканци | 5 (0,5%)    | 65 (5,5%)     |
| Укупно            | 979         | 1.172         |